# Planococcaceae
Planococcaceae sind eine Familie von Bakterien der Bacillota (früher als Firmicutes bezeichnet).

## Erscheinungsbild
Die Zellen sind entweder stäbchen- oder kokkenförmig. So bildet die Gattung Planococcus Kokken mit einem Durchmesser von 1 bis 1,2 µm. Die Art Jeotgalibacillus alimentarius bildet Stäbchen. Auch Filamente werden von einigen Arten, z. B. von Filibacter limicola, gebildet. Es sind sporenbildende Arten vorhanden, z. B. Arten von Sporosarcina. Einige Arten sind durch Gleiten beweglich („gliding motility“), wie z. B. Planomicrobium glaciei, andere besitzen Geißeln und sind dadurch beweglich. Zu den begeißelten zählen z. B. Arten von den Gattungen Jeotgalibacillus und Planomicrobium.

## Stoffwechsel
Die Arten der Planococcaceae sind heterotroph. Sie sind meist strikt aerob, also auf Sauerstoff angewiesen, allerdings sind einige fakultativ aerob, d. h., sie können auch ohne Sauerstoff leben. Der Katalase-Test ist positive, der Oxidase-Test ist je nach Art, auch innerhalb der gleichen Gattung, positiv oder negativ. So ist z. B. Caryophanon oxidasenegativ, die Art Planococcus columbae ist oxidasepositiv, andere Arten von Planococcus sind wiederum oxidasenegativ. Der Gram-Test ist meist positiv (da diese Familie zu den Firmicutes zählt, ist dies auch zu erwarten), allerdings kann der Test bei verschiedenen Arten der Gattungen Planomicrobium, Filibacter und Ureibacillus auch negativ ausfallen („Gram-variabel“).

## Systematik
Die Familie der Planococcaceae wird zu der Ordnung Bacillales in der Abteilung der Firmicutes gestellt.  Die Typgattung ist Planococcus. Es folgt eine Liste einiger bekannten Gattungen:
- Bhargavaea  Manorama et al. 2009 emend. Verma et al. 2012
- Caryophanon Peshkoff 1939
- Chryseomicrobium Arora et al. 2011 emend. Raj et al. 2013
- Filibacter Maiden and Jones 1985
- Jeotgalibacillus Yoon et al. 2001 emend. Chen et al. 2010
- Kurthia Trevisan 1885
- Paenisporosarcina Krishnamurthi et al. 2009 emend. Reddy et al. 2013
- Planococcus Migula 1894 (Approved Lists 1980) emend. Yoon et al. 2010
- Planomicrobium Yoon et al. 2001
- Savagea Whitehead et al. 2015
- Sporosarcina Kluyver and van Niel 1936 emend. Yoon et al. 2001
- Ureibacillus Fortina et al. 2001

Die früher in dieser Familie geführte Gattung Marinibacillus wird nun zu der Gattung Jeotgalibacillus gestellt.

## Etymologie
Der Name „Planococcaceae“ leitet sich von dem griechischen Wort „planos“ (Wanderer) und dem griechischen Wort „coccus“ (Korn) ab und bezieht sich auf die Fähigkeit einiger Arten der Familie sich fortzubewegen (sie sind motil).